# Шахрай (фільм, 1918)
«Шахрай» (англ. The Rogue) — американська короткометражна кінокомедія режисера Арвіда Е. Джиллстрома 1918 року.

## У ролях
- Біллі Вест[en] — Біллі
- Олівер Гарді — власник кафе
- Етель Марі Бертон — дівчина
- Розмарі Тебі — сестра
- Лео Вайт — граф
- Джо Бордо
- Бад Росс
- Дон Лайкс